# Kick im Augenblick
Kick im Augenblick ist das sechste Studioalbum der Schweizer Schlagersängerin Beatrice Egli aus dem Jahr 2016.

## Entstehung und Veröffentlichung
Kick im Augenblick erschien am 8. April 2016 beim Plattenlabel Polydor. Die Titel des Albums, einschließlich der Bonustitel, wurden von Joachim Wolf produziert. Die Texte verfassten, neben Egli selbst und dem Alben-Produzenten Wolf, Hubert Molander, Emanuel Treu, Kristina Bach, Thomas Berlin, Terence Olivier, Oliver Lukas, Mihael Hercog, Bernhard Wittgruber, Stefan Köhne, Joe Zanul, Thomas Rosenfeld, Erich Sellheim, Marcus Brosch, Simon Müller-Lerch, Johannes Walter, Joe Walter, Robert Redweik, Saša Lendero, Sido Gold, Vincent Stein, Konstantin Scherer, Nico Santos und Wim Treuner.
Am 10. März 2017 folgte das dazugehörige Live- und Videoalbum Kick im Augenblick – Live Tour. Die drei Titel (Kick im Augenblick, Fliegen, Federleicht) wurden als Single ausgekoppelt und zu jedem ein Musikvideo gedreht. Das Video Fliegen entstand unter der Regie von Oliver Sommer.

## Titelliste
| #  | Titel                                  | Autor(en)                                                              | Produzent(en)               | Länge |
| -- | -------------------------------------- | ---------------------------------------------------------------------- | --------------------------- | ----- |
| 1  | Fliegen                                | Beatrice Egli, Joachim Hans Wolf                                       | Joachim Wolf                | 3:27  |
| 2  | Kick im Augenblick                     | Hubert Molander, Emanuel Treu                                          | Joachim Wolf                | 3:27  |
| 3  | Karussell                              | Kristina Bach, Joachim Hans Wolf                                       | Joachim Wolf                | 4:10  |
| 4  | Ich bin da                             | Beatrice Egli, Joachim Hans Wolf                                       | Joachim Wolf                | 3:17  |
| 5  | Die Musik sind wir                     | Thomas Berlin, Terence Olivier                                         | Joachim Wolf                | 4:05  |
| 6  | Die längste Nacht                      | Kristina Bach, Joachim Hans Wolf                                       | Joachim Wolf                | 3:30  |
| 7  | Nichts als die Wahrheit                | Beatrice Egli, Joachim Hans Wolf                                       | Joachim Wolf                | 3:07  |
| 8  | Jetzt erst recht                       | Thomas Berlin, Beatrice Egli, Joachim Hans Wolf                        | Mathias Roska, Joachim Wolf | 3:36  |
| 9  | Sieben mal Herz – Sieben mal Schmerz   | Oliver Lukas, Mihael Hercog, Joachim Hans Wolf                         | Joachim Wolf                | 3:34  |
| 10 | Bitte bitte                            | Joachim Hans Wolf                                                      | Joachim Wolf                | 3:05  |
| 11 | Crash Boom Bang                        | Oliver Lukas, Bernhard Wittgruber, Mihael Hercog, Beatrice Egli        | Joachim Wolf                | 3:05  |
| 12 | Weck mich auf                          | Kristina Bach, Joachim Hans Wolf                                       | Joachim Wolf                | 3:13  |
| 13 | Schöne Grüsse                          | Kristina Bach, Joachim Hans Wolf                                       | Joachim Wolf                | 3:31  |
| 14 | Komm hör auf, mit mir zu spielen       | Beatrice Egli, Joachim Hans Wolf                                       | Joachim Wolf                | 3:03  |
|    | CD-Deluxeversion                       |                                                                        |                             |       |
| 15 | Zuerst war es Liebe                    | Oliver Lukas, Stefan Köhne, Joe Zanul, Joachim Hans Wolf               | Joachim Wolf                | 3:24  |
| 16 | Wenn du dich traust                    | Thomas Rosenfeld, Terence Olivier, Erich Sellheim                      | Joachim Wolf                | 3:34  |
| 17 | Kick im Augenblick (Remix)             | Hubert Molander, Emanuel Treu                                          | Joachim Wolf                | 3:37  |
| 18 | Jetzt erst recht (feat. Mitch Keller)  | Marcus Brosch, Simon Müller-Lerch, Johannes Walter                     | Joachim Wolf                | 3:36  |
|    | Fan-Edition (2016)                     |                                                                        |                             |       |
| 15 | Wo sind all die Romeos                 | Joe Walter, Robert Redweik                                             | Joachim Wolf                | 2:55  |
| 16 | Federleicht                            | Sido Gold, Vincent Stein, Konstantin Scherer, Nico Santos, Wim Treuner | Joachim Wolf                | 3:15  |
| 17 | Deinen Augen nicht zu trauen           | Oliver Lukas, Saša Lendero, Mihael Hercog                              | Joachim Wolf                | 3:12  |
| 18 | Sternenfeuer                           | Kristina Bach, Joachim Hans Wolf                                       | Joachim Wolf                | 3:34  |
| 19 | 99 Luftballons (Coverversion von Nena) | Carlo Karges, Uwe Fahrenkrog-Petersen                                  | Joachim Wolf                | 3:54  |
| 20 | Das muss der Himmel sein               | Kristina Bach, Joachim Hans Wolf                                       | Joachim Wolf                | 3:57  |

## Rezeption

### Rezensionen
Dani Fromm, Musikkritikerin von laut.de, schrieb zusammenfassend zu den Titeln des Albums: „[…] Kick im Augenblick bietet von vorne bis hinten genau, was der Käufer erwartet: Die gebrauchten Melodien, die immer gleichen Après-Ski-Hütten-tauglichen Synthie-Bummsbeats, die hier und da durch den Hintergrund jaulenden E-Gitarren, die wenigen ruhigeren Nummern natürlich als klassische Klavierballade mit dramatischer Streicherbegleitung in Szene gesetzt […]“

### Chartplatzierungen
| ChartsChartplatzierungen | Höchstplatzierung | Wochen |
| ------------------------ | ----------------- | ------ |
| Deutschland (GfK)        | 3 (36 Wo.)        | 36     |
| Österreich (Ö3)          | 2 (36 Wo.)        | 36     |
| Schweiz (IFPI)           | 3 (53 Wo.)        | 53     |

| ChartsJahrescharts (2016) | Platzierung |
| ------------------------- | ----------- |
| Deutschland (GfK)         | 59          |
| Österreich (Ö3)           | 49          |
| Schweiz (IFPI)            | 18          |

### Auszeichnungen für Musikverkäufe
| Land/Region        | Auszeichnungen für Musikverkäufe (Land/Region, Auszeichnung, Verkäufe) | Verkäufe |
| ------------------ | ---------------------------------------------------------------------- | -------- |
| Deutschland (BVMI) | Gold                                                                   | 150.000  |
| Österreich (IFPI)  | Gold                                                                   | 7.500    |
| Insgesamt          | 2× Gold ·                                                              | 157.500  |